# Bārdoli
Bārdoli är en ort i Indien.   Den ligger i distriktet Sūrat och delstaten Gujarat, i den västra delen av landet, 900 km söder om huvudstaden New Delhi. Bārdoli ligger 29 meter över havet och antalet invånare är 57 810.
Terrängen runt Bārdoli är mycket platt. Runt Bārdoli är det tätbefolkat, med 511 invånare per kvadratkilometer. Bārdoli är det största samhället i trakten. Trakten runt Bārdoli består till största delen av jordbruksmark.